# Stimmloser labiodentaler Frikativ
Der stimmlose labiodentale Frikativ (ein stimmloser, mit Unterlippe und Zähnen gebildeter Reibelaut) hat in verschiedenen Sprachen folgende lautliche und orthographische Realisierungen:
- Deutsch:
  - Laut: [⁠f⁠]
    - Feste Buchstabenzuordnung: f, und dessen Gemination ff
    - Buchstabe v, wenn er nicht den stimmhaften labiodentalen Frikativ repräsentiert: vor allem am Wortanfang einheimischer Wörter sowie im Wort- und Silbenauslaut (z. T. aufgrund von Auslautverhärtung des Morphophonems [⁠v⁠])
    - Buchstabe w, selten: im Wort- und Silbenauslaut (z. T. aufgrund von Auslautverhärtung des Morphophonems [⁠v⁠])
    - Digraph ph
- Englisch:
  - Laut: [⁠f⁠]
    - Feste Buchstabenzuordnung: f, und dessen Gemination ff
    - Digraph ph
    - Digraph gh: oft nach den Vokaldigraphen au, ou
- Französisch:
  - Laut: [⁠f⁠]
    - Feste Buchstabenzuordnung: f, und dessen Gemination ff
    - Digraph ph
- Italienisch:
  - Laut: [⁠f⁠]
    - Feste Buchstabenzuordnung: f, und dessen Gemination ff (lang gesprochen: [f:])
- Russisch:
  - Laut: [⁠f⁠]
    - Buchstabenzuordnung: ф
- Spanisch:
  - Laut: [⁠f⁠]
    - Buchstabenzuordnung: f
- Arabisch:
  - Laut: [⁠f⁠]
    - Buchstabe: ف [fâ']